# منتخب الأوروغواي تحت 23 سنة لكرة القدم
منتخب الأوروغواي تحت 23 سنة لكرة القدم هو ممثل الأوروغواي الرسمي في المنافسات الدولية في كرة القدم في فئة كرة قدم تحت 23 سنة للرجال، يديريه اتحاد أوروغواي لكرة القدم.